# Struthio asiaticus
Struthio asiaticus – gatunek wymarłego ptaka z rodziny strusi (Struthionidae).
Wysokością nie przekraczał dzisiejszego strusia (Struthio camelus), ale był masywny. Znany z plioceńskich stanowisk, holotyp pochodził z Siwalik w północnych Indiach. Szczątki przedstawicieli tego gatunku znajdowano również m.in. w Maroku, gdzie na stanowisku Ahl al Oughlam odnaleziono zarówno kości S. asiaticus, jak i resztki skorupki jaj, co rzadko się zdarza. Były grubsze niż u dzisiejszego strusia czerwonoskórego, a porowatością przypominały bardziej strusia szaroskórego (Struthio molybdophanes).
Struś azjatycki być może był pierwowzorem dla legendarnego chińskiego feniksa (Fenghuang).